# Struthiola
Struthiola är ett släkte av tibastväxter. Struthiola ingår i familjen tibastväxter.

## Bildgalleri

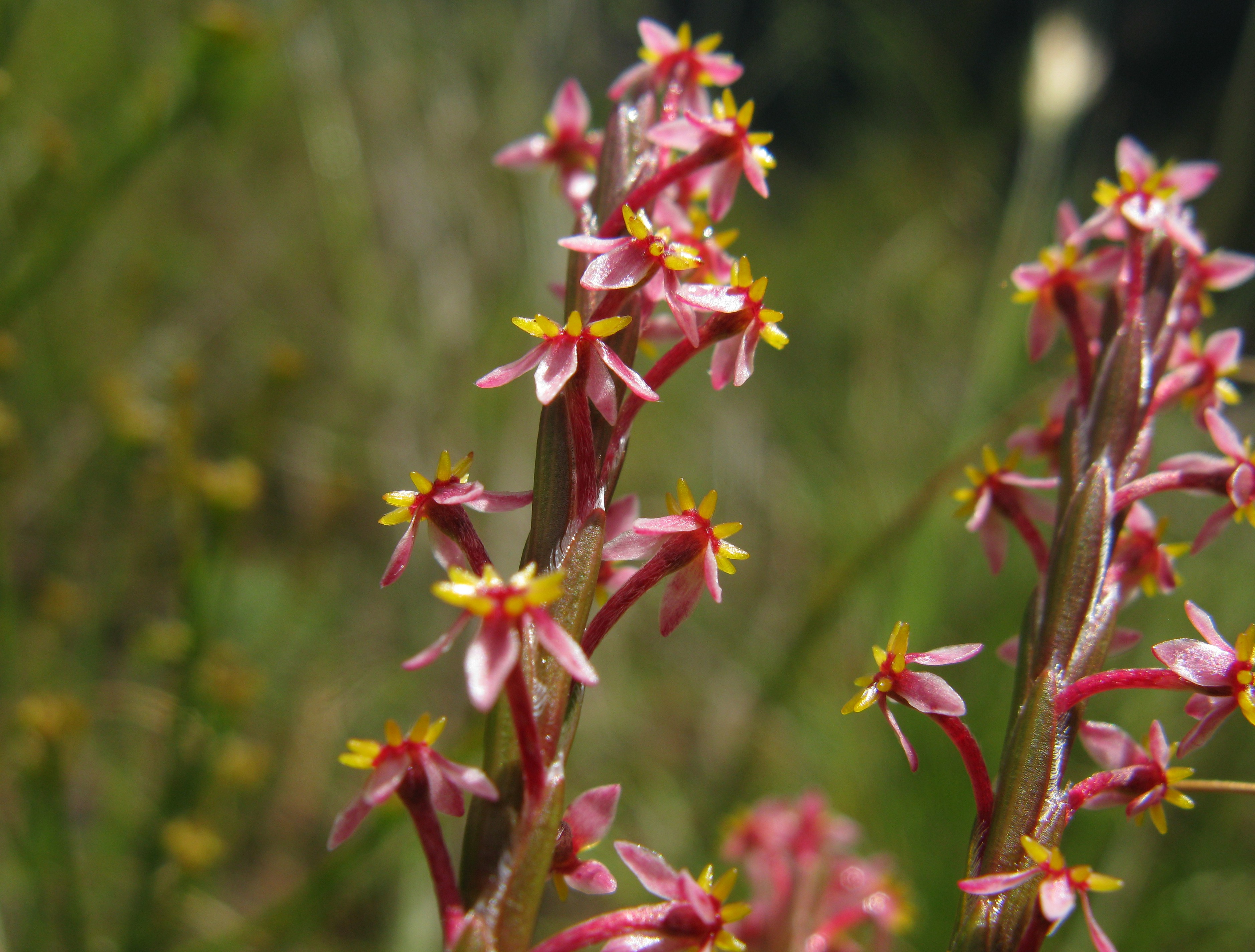

## Dottertaxa tillStruthiola, i alfabetisk ordning[1]
- Struthiola angustiloba
- Struthiola anomala
- Struthiola argentea
- Struthiola bachmanniana
- Struthiola cicatricosa
- Struthiola ciliata
- Struthiola confusa
- Struthiola dodecandra
- Struthiola eckloniana
- Struthiola ericoides
- Struthiola fasciata
- Struthiola floribunda
- Struthiola garciana
- Struthiola hirsuta
- Struthiola leptantha
- Struthiola lineariloba
- Struthiola macowanii
- Struthiola martiana
- Struthiola montana
- Struthiola mundtii
- Struthiola myrsinites
- Struthiola parviflora
- Struthiola pondoensis
- Struthiola recta
- Struthiola rhodesiana
- Struthiola rigida
- Struthiola salteri
- Struthiola scaettae
- Struthiola striata
- Struthiola tetralepis
- Struthiola thomsonii
- Struthiola tomentosa
- Struthiola tuberculosa